# Eric Takabatake
Eric Gomes Takabatake (ur. 9 stycznia 1991) – brazylijski judoka. Olimpijczyk z Tokio 2020, gdzie zajął dziewiąte miejsce w wadze ekstalekkiej.
Siódmy na mistrzostwach świata w 2018; uczestnik zawodów w 2014, 2015, 2017, 2019, 2021 i 2022, a także trzeci w drużynie w 2019 i 2021. Startował w Pucharze Świata w latach 2013–2017, 2020, 2022 i 2023. Zdobył sześć medali na mistrzostwach panamerykańskich w latach 2016 - 2022. Mistrz Ameryki Południowej w 2013. Wygrał wojskowe MŚ w 2018 roku. 

## Letnie Igrzyska Olimpijskie 2020
| Konkurencja | Eliminacje                   | Eliminacje          | Klas. końcowa |
| Konkurencja | Przeciwnik I                 | Przeciwnik II       | Miejsce       |
| ----------- | ---------------------------- | ------------------- | ------------- |
| 60 kg       | Soukphaxay Sithisane (LAO) Z | Kim Won-jin (KOR) P | 9.            |